# آجر بزرگ طلایی
آجر بزرگ طلای (به انگلیسی: Big Gold Brick) یک فیلم سینمای کمدی سیاه آمریکایی آماده اکران به نویسندگی و کارگردانی برایان پتسوس در اولین کارگردانی خود ساخته‌است. در این فیلم اموری کوئن، اندی گارسیا، مگان فاکس، لوسی هیل، اسکار آیزاک، شایلو فرناندز و فردریک اشمیت بازی می‌کنند.

## بازیگران
- اموری کوئن در نقش ساموئل
- اندی گارسیا در نقش فلوید
- مگان فاکس در نقش ژاکلین
- لوسی هیل در نقش لیلی
- اسکار آیزاک در نقش آنسلم
- شایلو فرناندز در نقش روی
- فردریک اشمیت در نقش پرسی
- سرجیو ریزوتو در نقش تور

## تولید فیلم
در ماه مه سال ۲۰۱۹، اعلام شد که اموری کوئن، اندی گارسیا، مگان فاکس، لوسی هیل، اسکار آیزاک، شایلو فرناندز و فردریک اشمیت به جمع بازیگران این فیلم پیوستند.
فیلمبرداری اصلی در ماه مه سال ۲۰۱۹، در تورنتو، کانادا آغاز شد.